# Babo
Babo (바보?), noto anche con il titolo internazionale Miracle of a Giving Fool, è un film del 2008 scritto e diretto da Kim Jung-kwon.

## Trama
Ji-ho è una pianista che si è vista stroncare la carriera da un'opprimente ansia da prestazione; l'unico amico di Ji-ho è Seung-ryong, ventenne che in seguito a un incidente è regredito mentalmente all'età di sei anni.

## Accoglienza

### Incassi
Il film ha incassato in totale 6453485 $.